# Gaston Grümmer
Pour les articles homonymes, voir Grümmer.
Gaston Grümmer, né le 22 mai 1892 à Paris et mort le 12 janvier 1965 aux Ponts-de-Cé, est un carrossier français, fondateur de l'entreprise carrosserie Gaston Grümmer en 1924.

## Biographie
Fils d'Antoine Joseph Grümmer, carrossier de grand luxe installé 26 rue Cambacérès à Paris sous le nom de l'ancienne maison V. Morel, qui deviendra « Morel-Grümmer », puis « Établissements J. Grümmer », Gaston Grümmer est issu d'une lignée de selliers carrossiers originaire d'Aix-la-Chapelle depuis le XVIIIe siècle. Un de ses aïeux fut maître de sellerie de Napoléon Ier. 
Gaston Grümmer est d'abord aviateur, proche d'Étienne Bunau-Varilla. 
Maître carrossier, il quitte l'entreprise familiale en 1924 pour créer sa propre entreprise sous son nom qu'il installe 39 bis rue Martre à Clichy où il produira des carrosseries uniques de 1924 à 1935. Précurseur de la voiture surbaissée il applique, dès 1924, le brevet E.B.V. mis au point par Étienne Bunau-Varilla dont il est l'agent général pour le monde entier.
En 1930, il dépose le brevet de son modèle l'Extensible qui permet de passer d'une voiture deux-places 2-glaces à une voiture quatre-places 4-glaces.
Le brevet de son modèle Hirondelle déposé en 1933 sera appliqué notamment sur Delage D8 et Hispano Suiza. Il effectue de nombreuses recherches dans le domaine de l'aérodynamisme et dépose le 30 septembre 1933 la marque Aéroprofil dont il a mis le brevet au point avec le carrossier Guillaume Busson. Ce brevet sera également déposé aux États-Unis le 16 avril 1935.
Gaston Grümmer réalisera dès 1933 plusieurs Aéroprofil sur châssis Citroën Rosalie et Alfa Roméo puis en 1934, sur châssis Hotchkiss, Renault Nervasport, Delage D8, Peugeot 601. 
En 1934, une Peugeot 601 berline Aéroprofil Gaston Grümmer est présentée au concours d'élégance de Bagatelle.
Il a dessiné et carrossé environ 600 voitures sur les châssis de 47 différentes marques parmi les plus prestigieuses.